# قره‌سو (قزاقستان)
قره‌سو (به قزاقی: Қарасу، قاراسۋ) یک منطقهٔ مسکونی در قزاقستان است که در شهرستان قره‌سو واقع شده‌است. قره‌سو ۳٬۴۷۶ نفر جمعیت دارد.